# Mario Bergamaschi (calciatore 1913)
Mario Bergamaschi (Cusago, 16 novembre 1913 – ...) è stato un calciatore italiano, di ruolo centromediano.

## Carriera
Cresciuto nella Melegnanese, ha giocato a Legnano dove con i lilla ha esordito in Serie B il 30 settembre 1934 nella gara Legnano-Genova 1893 (0-2), a Lodi nel Fanfulla, poi dal 1937 al 1941 ha giocato quattro campionati consecutivi con il Brescia disputando 87 incontri e realizzando una rete. Ha fatto il suo esordio nel Brescia ad Ancona il 12 settembre 1937 in Anconitana-Brescia (2-1). Realizzò la sua unica rete con la maglia delle rondinelle l'8 maggio 1938 nella gara Brescia-Venezia (2-4). Chiude la carriera a Gallarate.